# زنان و قانون
زنان و قانون (Women and the Law) کتابی است که در سال ۱۹۸۴ توسط  سوزان اتکینز و برندا هیل نوشته شده‌است. نویسندگان این کتاب را نخستین کتاب در انگلستان عنوان کردند که «به طور جامع برای بررسی ماهیت جنسی قانون و روابط بین زندگی خصوصی و عمومی بین زن و مرد» می‌پردازد.
گاردین در سال ۲۰۰۴ در پروفایل هیل، زنان و قانون را به عنوان «اولین بررسی جامع حقوق زنان در محل کار، خانواده و ایالت» توصیف کرد. این کتاب بیان می‌کند «مشکلات عمیق نابرابری همچنان ادامه دارد و قانون همچنان بازتاب تسلط اقتصادی، اجتماعی و سیاسی مردان» است.
این کتاب در سال ۲۰۱۸ به مناسبت صدمین سالگرد  قانون رد صلاحیت (حذف) قانون ۱۹۱۹ که به زنان اجازه داد تا در انگلستان وکیل شوند منتشر شد.